# 광학유리
광학유리(Optical glass)란 광학렌즈, 프리즘, 거울 등 광학계 제조에 적합한 품질의 유리이다. 원하는 미적 효과에 맞게 공식이 조정되는 창유리나 크리스탈과 달리 광학 유리에는 굴절률, 분산 (광학), 투과율, 열팽창 및 기타 변수와 같은 유리의 특정 광학적 또는 기계적 특성을 수정하도록 설계된 첨가제가 포함되어 있다. 광학 용도로 생산된 렌즈는 실리카 및 기존 붕규산염부터 저마늄 및 형석과 같은 원소에 이르기까지 다양한 재료를 사용하며, 이들 중 일부는 가시광선 이외의 영역에서 유리 투명성에 필수적이다.
실리콘, 붕소, 인, 저마늄, 비소 등 다양한 원소를 사용하여 유리를 형성할 수 있으며 대부분 산화물 형태이지만 셀렌화물, 황화물, 불화물 등의 형태도 있다. 이러한 재료는 유리에 특징적인 비결정질 구조를 부여한다. 알칼리 금속, 알칼리 토금속 또는 희토류와 같은 재료를 첨가하면 전체의 물리화학적 특성이 변화되어 유리에 기능에 적합한 품질이 부여될 수 있다. 일부 광학 유리는 원하는 광학 특성을 얻기 위해 최대 20가지의 서로 다른 화학 성분을 사용한다.
광학 및 기계적 매개변수 외에도 광학 유리는 정밀 기기에 사용하는 데 필수적인 순도와 품질이 특징이다. 결함은 기포, 함유물, 긁힘, 지수 결함, 착색 등 국제 표준에 따라 정량화되고 분류된다.